# Trachypus declinatus
Trachypus declinatus là một loài rêu trong họ Trachypodaceae. Loài này được Mitt. mô tả khoa học đầu tiên năm 1859.